# Eduardo Cataño
Eduardo Cataño Wilhelmy (Santiago Ixcuintla, Nayarit, México, 1910 - Ciudad de México, México, 1964) fue un pintor mexicano, quien trabajó para la Imprenta de Galas de México inmortalizando rostros en la publicidad.
Cataño fue miembro de una generación de artistas que, entre 1933 y 1970, se dedicaron a crear calendarios que evocaran a la identidad mexicana. Hoy en día a dichos calendarios se les reconoce por su riqueza estética.

## Biografía
Fue hijo de Jesús Cataño Flores –fotógrafo de Tepic y aficionado al dibujo– y de Flora Wilhelmy del Real, hija de un marinero alemán radicado en Sinaloa. Desde pequeño manifestó su gusto y facilidad para la pintura. Emigró muy joven a la Ciudad de México, donde se dedicó a hacer viñetas, portadas y caricaturas. 
A los 15 años ingresó a la Academia de San Carlos, donde terminó la carrera de Artes plásticas. Poseía una educación casi victoriana, muy caballero, gran conversador, conocedor de historia del arte, poeta  y amante de la arquitectura virreinal.[cita requerida] Se casó con la célebre escritora y activista Margarita Michelena, con quien procreó dos hijos: Andrea y Jesús. 
En sus primeros años en Galas diseñó la etiqueta, aún vigente, de cerveza Corona. Para sus pinturas, se documentaba en libros y fotografías que él mismo salía a tomar en los pueblos: retrataba modelos ideales de hombres y mujeres con una belleza romántica de gusto popular.

## Obra
Eduardo Cataño ha sido posicionado como uno de los más grandes artistas de cromos de calendario, principalmente por los colores que empleaba, ya que marcaron su vasta producción. Sus calendarios vistieron cientos de hogares mexicanos durante décadas.
Su obra más destacada es "Flor del Bajío" (cuyo nombre es en realidad "Belleza Mexicana"), una pintura de óleo sobre lienzo para la cual tomó como modelo a la actriz Ava Gardner. Esta pintura tiene influencias del pin-up estadounidense y se caracteriza por sus colores llamativos.
En la Plaza Loreto del Museo Soumaya, en la Ciudad de México, se ba presentado una exhibición de calendarios mexicanos que reúne más de 1500 obras de diversos artistas, entre los que se destaca Eduardo Castaño.